# Lista de deputados estaduais de Sergipe da 13.ª legislatura
Esta é a lista de deputados estaduais de Sergipe para a legislatura 1995–1999.

## Composição das bancadas
| Partido | Líder                   | Bancada | Posição  |
| ------- | ----------------------- | ------- | -------- |
| PFL     | Luciano de Menininha    | 7 / 24  | Governo  |
| PPR     | Venâncio Fonseca        | 4 / 24  | Governo  |
| PMDB    | Raimundo Lima Vieira    | 4 / 24  | Governo  |
| PT      | Renato Brandão          | 2 / 24  | Oposição |
| PMN     | Artur Reis              | 2 / 24  | Governo  |
| PP      | Susana Azevedo          | 2 / 24  | Governo  |
| PDT     | Luciano Bispo           | 1 / 24  | Oposição |
| PSDB    | Zé Milton de Zé de Dona | 1 / 24  | Governo  |
| PTB     | José Rivaldo Santos     | 1 / 24  | Governo  |

## Deputados estaduais
| Número | Deputados estaduais eleitos | Partido | Votação | Percentual | Cidade onde nasceu      | Unidade federativa |
| 11111  | Venâncio Fonseca            | PPR     | 19.127  | 3,48%      | Boquim                  | Sergipe            |
| 12111  | Luciano Bispo               | PDT     | 16.480  | 2,99%      | Itabaiana               | Sergipe            |
| 25220  | Luciano de Menininha        | PFL     | 13.975  | 2,54%      | Propriá                 | Sergipe            |
| 25252  | Eduardo Marques             | PFL     | 13.397  | 2,43%      | Pinhão                  | Sergipe            |
| 25250  | Ulices Andrade              | PFL     | 13.283  | 2,41%      | Canhoba                 | Sergipe            |
| 11119  | Bosco Costa                 | PPR     | 12.492  | 2,27%      | Itabaiana               | Sergipe            |
| 11117  | Maria Mendonça              | PPR     | 12.395  | 2,25%      | Itabaiana               | Sergipe            |
| 25102  | Nicodemos Falcão            | PFL     | 12.236  | 2,22%      | Taquaritinga do Norte   | Pernambuco         |
| 25104  | Ilzo Silveira               | PFL     | 11.795  | 2,14%      | Itabaianinha            | Sergipe            |
| 13213  | José Renato Brandão         | PT      | 11.604  | 2,11%      | São Cristóvão           | Sergipe            |
| 25101  | Reinaldo Moura              | PFL     | 11.188  | 2,03%      | Salvador                | Bahia              |
| 25110  | Antônio Passos              | PFL     | 11.101  | 2,02%      | Cícero Dantas           | Bahia              |
| 45110  | Zé Milton de Zé de Nona     | PSDB    | 10.603  | 1,93%      | Itabaiana               | Sergipe            |
| 33115  | Artur Reis                  | PMN     | 10.528  | 1,91%      | Lagarto                 | Sergipe            |
| 11115  | Ivan Leite                  | PPR     | 10.397  | 1,89%      | Aracaju                 | Sergipe            |
| 39200  | Susana Azevedo              | PP      | 10.196  | 1,85%      | Aracaju                 | Sergipe            |
| 13111  | Ismael Silva                | PT      | 9.890   | 1,80%      | Itaporanga d'Ajuda      | Sergipe            |
| 15119  | Raimundo Vieira             | PMDB    | 9.381   | 1,70%      | Estância                | Sergipe            |
| 33111  | Joaldo Barbosa - Nêgo       | PMN     | 9.363   | 1,70%      | Monte Alegre de Sergipe | Sergipe            |
| 15221  | Rosendo Ribeiro             | PMDB    | 9.016   | 1,64%      | Lagarto                 | Sergipe            |
| 15155  | Venúzia de Carvalho         | PMDB    | 8.850   | 1,61%      | Aracaju                 | Sergipe            |
| 15133  | Jorge Alberto Prado         | PMDB    | 8.511   | 1,55%      | Aracaju                 | Sergipe            |
| 39110  | Belivaldo Chagas            | PP      | 8.063   | 1,47%      | Simão Dias              | Sergipe            |
| 14114  | José Rivaldo Santos         | PTB     | 4.765   | 0,87%      | Tobias Barreto          | Sergipe            |